# باد شواندوا
باد شواندوا یک شهر گردشگری در ایالت زاکسن در کشور آلمان است. این شهر در منطقه ساکسون سویسی در مرز جمهوری چک است و در حاشیه راستی رودخانه البه در دهانه دره کیرنیتش قرار دارد.

## نگارخانه

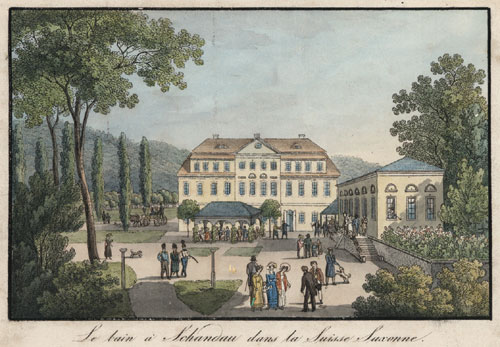
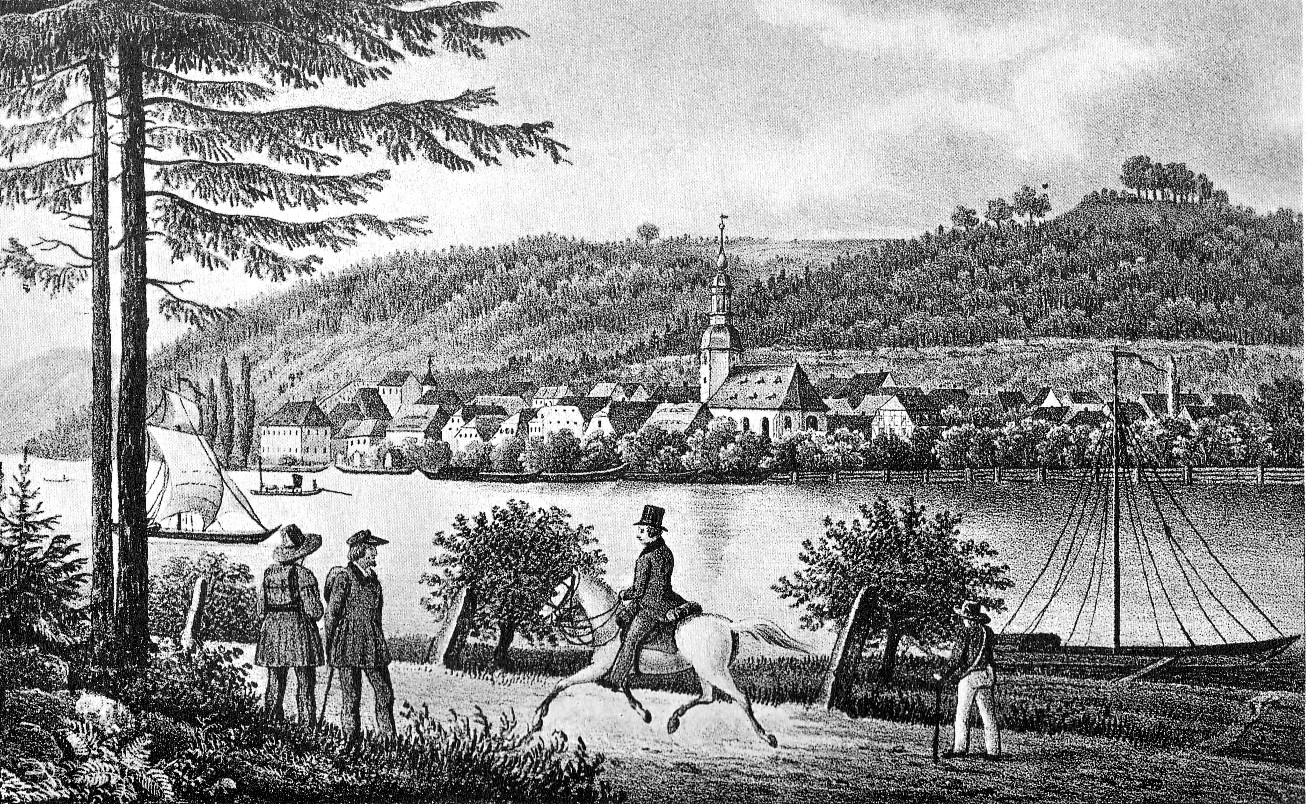
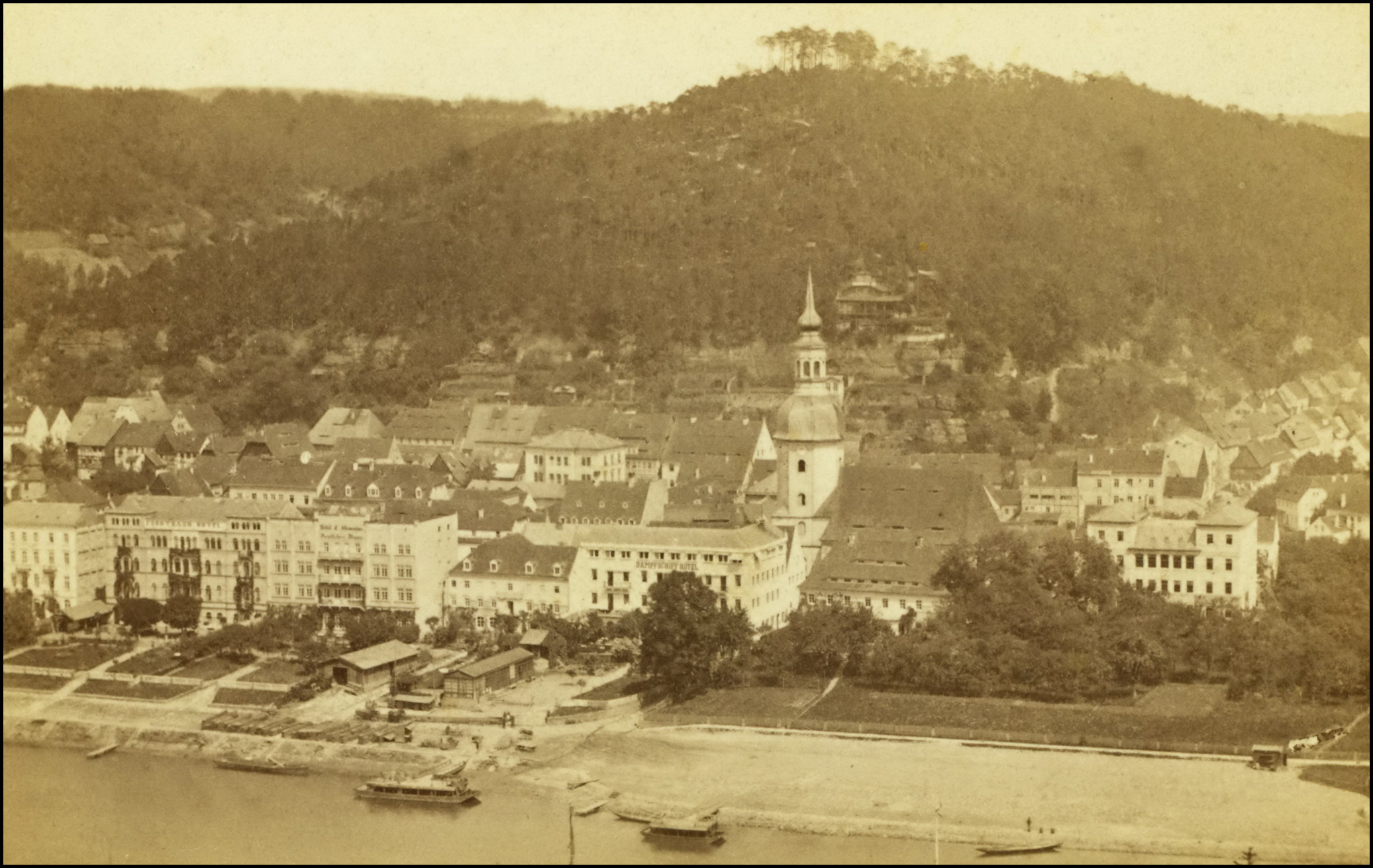
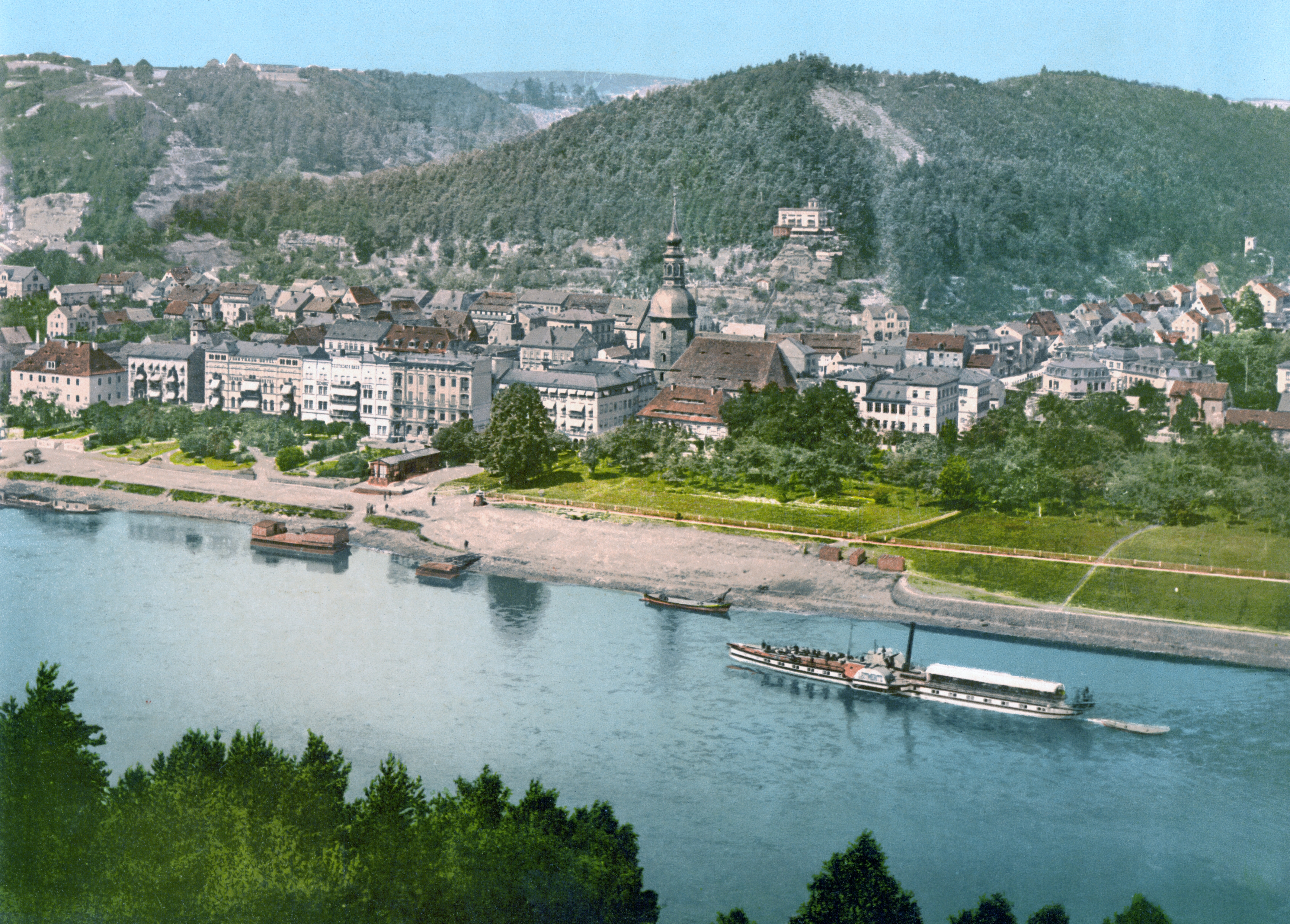
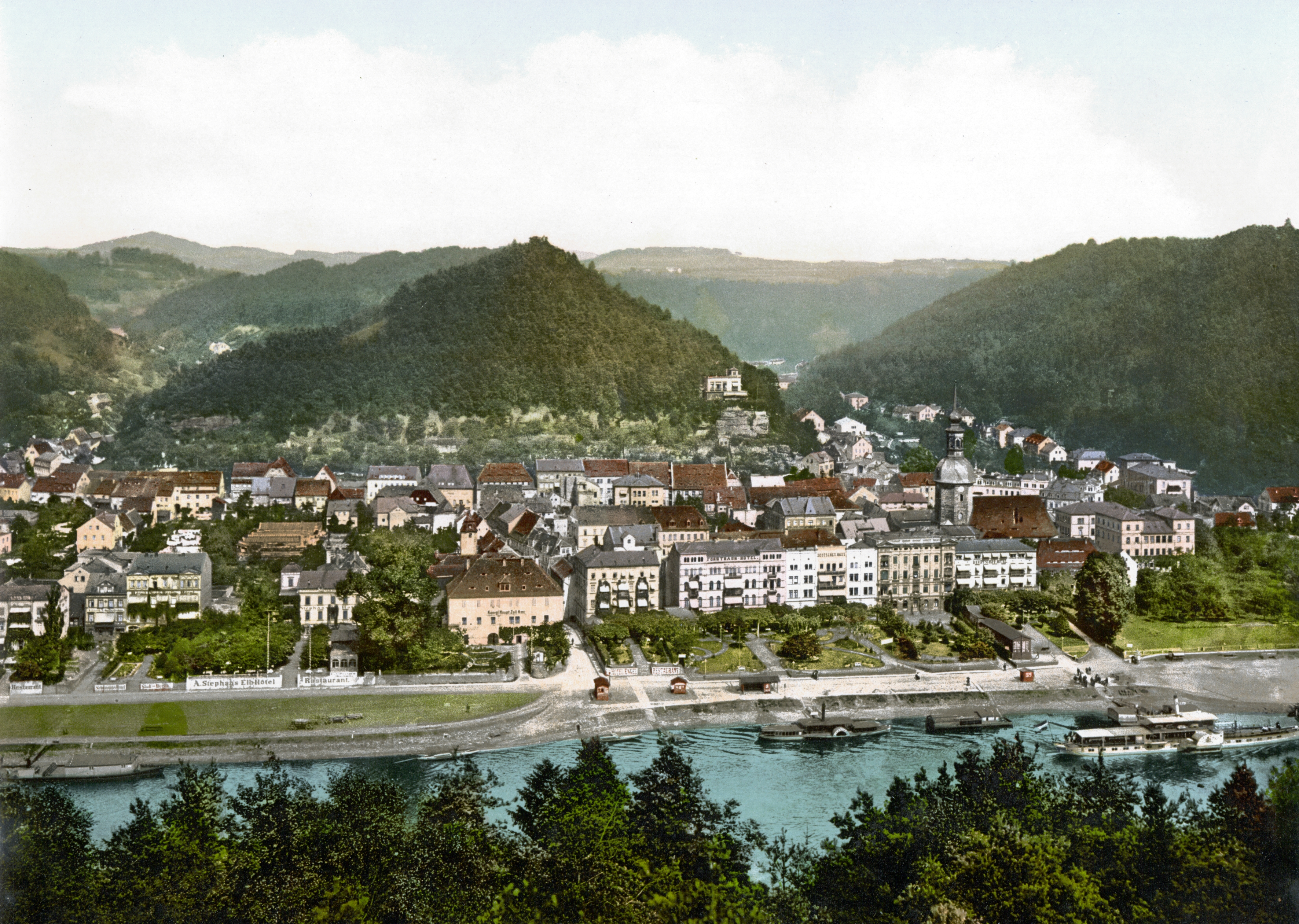